# Großer Preis der USA Ost 1982
Der Große Preis der USA Ost 1982 (offiziell 1st Detroit Grand Prix) fand am 6. Juni auf dem Detroit Street Circuit in Detroit statt und war das siebte Rennen der Formel-1-Weltmeisterschaft 1982.

## Berichte

### Hintergrund
Nach einjähriger Unterbrechung fand 1982 wieder ein Großer Preis der USA Ost statt. Das Rennen wurde jedoch nicht mehr in Watkins Glen ausgetragen, sondern erstmals auf einem Stadtkurs in Detroit. Es erhielt daher auch die Bezeichnung Detroit Grand Prix.
Zwei Wochen nach Riccardo Patreses Premierensieg in Monaco und vier Wochen nach dem tödlichen Unfall von Gilles Villeneuve in Belgien hatte die Scuderia Ferrari den Franzosen Patrick Tambay als dessen Nachfolger unter Vertrag genommen. Er sollte diese Position jedoch erst beim übernächsten Rennen in den Niederlanden besetzen, sodass Ferrari beim Großen Preis der USA Ost sowie in Kanada weiterhin mit nur einem Fahrzeug für Didier Pironi antrat.
Das Toleman-Team verzichtete auf die Teilnahme am Rennwochenende. Somit wurde trotz des relativ engen Stadtkurses keine Vorqualifikation nötig.

### Training
Jan Lammers verletzte sich bei einem Unfall im freien Training und konnte nicht am weiteren Verlauf des Wochenendes teilnehmen.
Bei guten Wetterbedingungen am Samstagvormittag fuhr Alain Prost im ersten Qualifikationstraining die schnellste Runde. Andrea de Cesaris belegte den zweiten Rang vor Keke Rosberg und Pironi. Die fünftschnellste Zeit gelang Manfred Winkelhock auf ATS vor Bruno Giacomelli und den beiden Lotus-Piloten Nigel Mansell und Elio de Angelis. Der amtierende Weltmeister Nelson Piquet erreichte aufgrund von technischen Problemen an seinem Brabham BT50 nur die schlechteste Zeit und hoffte auf eine Verbesserung während des zweiten Qualifikationstrainings am Nachmittag. Da es jedoch zu regnen begann, waren keine Zeitverbesserungen möglich und nur wenige Piloten gingen auf die Strecke. Für Piquet bedeutete dies, dass er neben Emilio de Villota zu den beiden Piloten gehörte, die die Qualifikation fürs Rennen verfehlten.

### Rennen
Am Start konnte sich Prost gegen Rosberg verteidigen und als Führender in die erste Kurve einbiegen. de Cesaris verteidigte zunächst seinen zweiten Rang, schied jedoch in der dritten Runde nach einem Kontakt mit der Begrenzungsmauer aus. Ähnliches war Winkelhock bereits einen Umlauf zuvor passiert. Prost führte somit vor Rosberg, Pironi, Mansell und Giacomelli, als das Rennen in der siebten Runde infolge einer Kollision zwischen Roberto Guerrero und de Angelis unterbrochen wurde. Dieser Abbruch wurde nötig, da zahlreiche Trümmerteile auf der Strecke lagen, zumal Patrese beim Versuch, den beiden Kollidierten auszuweichen, in die Streckenbegrenzung geprallt war.
Beim Neustart verteidigte Prost erneut seine Spitzenposition gegen Rosberg. Als er jedoch zunehmend Probleme mit der Kraftstoffzufuhr bekam, konnte der Finne aufholen und schließlich in der 23. Runde die Führung übernehmen. Unterdessen kämpfte sich John Watson auf beeindruckende Art vom 17. Startplatz aus bis auf den zweiten Rang nach vorn. Bis zur 37. Runde holte er Rosberg ein und übernahm die Spitze. Sein Teamkollege Niki Lauda gelangte unterdessen an Eddie Cheever und Pironi vorbei auf den dritten Rang. Beim Versuch, Rosberg zu überholen, kollidierte er zunächst mit diesem und anschließend mit der Mauer. Er schied aus. Rosberg konnte das Rennen auf dem dritten Rang hinter Cheever, der von der Kollision profitiert hatte, fortsetzen. Jacques Laffite konnte kurz darauf den dritten Rang einnehmen, fiel jedoch bis zum Ende des Rennens wieder hinter Pironi, Rosberg und Derek Daly zurück.
Kurz vor dem Erreichen der Maximaldauer von zwei Stunden wurde das Rennen nach 62 der ursprünglich geplanten 70 Runden abgebrochen.

## Meldeliste
| Team                           | Nr. | Fahrer             | Chassis        | Motor                    | Reifen |
| ------------------------------ | --- | ------------------ | -------------- | ------------------------ | ------ |
| Parmalat Racing Team           | 01  | Nelson Piquet      | Brabham BT50   | BMW M12/13 1,5 L4t       | G      |
| Parmalat Racing Team           | 02  | Riccardo Patrese   | Brabham BT49D  | Ford Cosworth DFV 3.0 V8 | G      |
| Team Tyrrell                   | 03  | Michele Alboreto   | Tyrrell 011    | Ford Cosworth DFV 3.0 V8 | G      |
| Team Tyrrell                   | 04  | Brian Henton       | Tyrrell 011    | Ford Cosworth DFV 3.0 V8 | G      |
| TAG Williams Team              | 05  | Derek Daly         | Williams FW08  | Ford Cosworth DFV 3.0 V8 | G      |
| TAG Williams Team              | 06  | Keke Rosberg       | Williams FW08  | Ford Cosworth DFV 3.0 V8 | G      |
| Marlboro McLaren International | 07  | John Watson        | McLaren MP4/1B | Ford Cosworth DFV 3.0 V8 | M      |
| Marlboro McLaren International | 08  | Niki Lauda         | McLaren MP4/1B | Ford Cosworth DFV 3.0 V8 | M      |
| Team ATS                       | 09  | Manfred Winkelhock | ATS D5         | Ford Cosworth DFV 3.0 V8 | G      |
| Team ATS                       | 10  | Eliseo Salazar     | ATS D5         | Ford Cosworth DFV 3.0 V8 | G      |
| John Player Team Lotus         | 11  | Elio de Angelis    | Lotus 91       | Ford Cosworth DFV 3.0 V8 | G      |
| John Player Team Lotus         | 12  | Nigel Mansell      | Lotus 91       | Ford Cosworth DFV 3.0 V8 | G      |
| Ensign Racing                  | 14  | Roberto Guerrero   | Ensign N181    | Ford Cosworth DFV 3.0 V8 | P      |
| Équipe Renault Elf             | 15  | Alain Prost        | Renault RE30B  | Renault EF1 1.5 V6t      | M      |
| Équipe Renault Elf             | 16  | René Arnoux        | Renault RE30B  | Renault EF1 1.5 V6t      | M      |
| Rothmans March Grand Prix Team | 17  | Jochen Mass        | March 821      | Ford Cosworth DFV 3.0 V8 | A      |
| Rothmans March Grand Prix Team | 18  | Raul Boesel        | March 821      | Ford Cosworth DFV 3.0 V8 | A      |
| LBT Team March                 | 19  | Emilio de Villota  | March 821      | Ford Cosworth DFV 3.0 V8 | A      |
| Fittipaldi Automotive          | 20  | Chico Serra        | Fittipaldi F8D | Ford Cosworth DFV 3.0 V8 | P      |
| Marlboro Team Alfa Romeo       | 22  | Andrea de Cesaris  | Alfa Romeo 182 | Alfa Romeo 1260 3.0 V12  | M      |
| Marlboro Team Alfa Romeo       | 23  | Bruno Giacomelli   | Alfa Romeo 182 | Alfa Romeo 1260 3.0 V12  | M      |
| Équipe Talbot Gitanes          | 25  | Eddie Cheever      | Ligier JS17B   | Matra MS81 3.0 V12       | M      |
| Équipe Talbot Gitanes          | 26  | Jacques Laffite    | Ligier JS17B   | Matra MS81 3.0 V12       | M      |
| Scuderia Ferrari SpA SEFAC     | 28  | Didier Pironi      | Ferrari 126C2  | Ferrari 021 1.5 V6t      | G      |
| Arrows Racing Team             | 29  | Marc Surer         | Arrows A4      | Ford Cosworth DFV 3.0 V8 | P      |
| Arrows Racing Team             | 30  | Mauro Baldi        | Arrows A4      | Ford Cosworth DFV 3.0 V8 | P      |
| Osella Squadra Corse           | 31  | Jean-Pierre Jarier | Osella FA1C    | Ford Cosworth DFV 3.0 V8 | P      |
| Osella Squadra Corse           | 32  | Riccardo Paletti   | Osella FA1C    | Ford Cosworth DFV 3.0 V8 | P      |
| Theodore Racing Team           | 33  | Jan Lammers        | Theodore TY02  | Ford Cosworth DFV 3.0 V8 | G      |

## Klassifikationen

### Qualifying
| Pos. | Fahrer             | Konstrukteur    | Qualifikationstraining 1 | Qualifikationstraining 1 | Qualifikationstraining 2 | Qualifikationstraining 2 | Start |
| Pos. | Fahrer             | Konstrukteur    | Zeit                     | Ø-Geschwindigkeit        | Zeit                     | Ø-Geschwindigkeit        | Start |
| ---- | ------------------ | --------------- | ------------------------ | ------------------------ | ------------------------ | ------------------------ | ----- |
| 01   | Alain Prost        | Renault         | 1:48,537                 | 138,246 km/h             | 2:14,616                 | 111,464 km/h             | 01    |
| 02   | Andrea de Cesaris  | Alfa Romeo      | 1:48,872                 | 137,821 km/h             | 2:10,770                 | 114,742 km/h             | 02    |
| 03   | Keke Rosberg       | Williams-Ford   | 1:49,264                 | 137,326 km/h             | 2:12,559                 | 113,193 km/h             | 03    |
| 04   | Didier Pironi      | Ferrari         | 1:49,903                 | 136,528 km/h             | 2:13,665                 | 112,257 km/h             | 04    |
| 05   | Manfred Winkelhock | ATS-Ford        | 1:50,066                 | 136,325 km/h             | 2:11,260                 | 114,314 km/h             | 05    |
| 06   | Bruno Giacomelli   | Alfa Romeo      | 1:50,252                 | 136,095 km/h             | keine Zeit               | –                        | 06    |
| 07   | Nigel Mansell      | Lotus-Ford      | 1:50,294                 | 136,044 km/h             | 2:20,888                 | 106,502 km/h             | 07    |
| 08   | Elio de Angelis    | Lotus-Ford      | 1:50,443                 | 135,860 km/h             | 2:12,481                 | 113,260 km/h             | 08    |
| 09   | Eddie Cheever      | Ligier-Matra    | 1:50,520                 | 135,765 km/h             | 2:11,745                 | 113,893 km/h             | 09    |
| 10   | Niki Lauda         | McLaren-Ford    | 1:51,026                 | 135,147 km/h             | 2:09,121                 | 116,207 km/h             | 10    |
| 11   | Roberto Guerrero   | Ensign-Ford     | 1:51,039                 | 135,131 km/h             | keine Zeit               | –                        | 11    |
| 12   | Derek Daly         | Williams-Ford   | 1:51,227                 | 134,902 km/h             | 2:11,554                 | 114,058 km/h             | 12    |
| 13   | Jacques Laffite    | Ligier-Matra    | 1:51,270                 | 134,850 km/h             | keine Zeit               | –                        | 13    |
| 14   | Riccardo Patrese   | Brabham-Ford    | 1:51,508                 | 134,563 km/h             | keine Zeit               | –                        | 14    |
| 15   | René Arnoux        | Renault         | 1:51,514                 | 134,555 km/h             | keine Zeit               | –                        | 15    |
| 16   | Michele Alboreto   | Tyrrell-Ford    | 1:51,618                 | 134,430 km/h             | 2:11,678                 | 113,951 km/h             | 16    |
| 17   | John Watson        | McLaren-Ford    | 1:51,868                 | 134,130 km/h             | 2:11,384                 | 114,206 km/h             | 17    |
| 18   | Jochen Mass        | March-Ford      | 1:52,271                 | 133,648 km/h             | 2:13,486                 | 112,407 km/h             | 18    |
| 19   | Marc Surer         | Arrows-Ford     | 1:52,316                 | 133,595 km/h             | 2:12,033                 | 113,644 km/h             | 19    |
| 20   | Brian Henton       | Tyrrell-Ford    | 1:52,867                 | 132,942 km/h             | 2:22,663                 | 105,177 km/h             | 20    |
| 21   | Raul Boesel        | March-Ford      | 1:52,870                 | 132,939 km/h             | 2:14,385                 | 111,655 km/h             | 21    |
| 22   | Jean-Pierre Jarier | Osella-Ford     | 1:52,988                 | 132,800 km/h             | 2:13,648                 | 112,271 km/h             | 22    |
| 23   | Riccardo Paletti   | Osella-Ford     | 1:54,084                 | 131,524 km/h             | 2:24,878                 | 103,569 km/h             | 23    |
| 24   | Mauro Baldi        | Arrows-Ford     | 1:54,332                 | 131,239 km/h             | 2:14,746                 | 111,356 km/h             | 24    |
| 25   | Eliseo Salazar     | ATS-Ford        | 1:55,633                 | 129,762 km/h             | 2:16,139                 | 110,217 km/h             | 25    |
| 26   | Chico Serra        | Fittipaldi-Ford | 1:55,848                 | 129,521 km/h             | 2:24,739                 | 103,668 km/h             | 26    |
| DNQ  | Emilio de Villota  | March-Ford      | 1:56,589                 | 128,698 km/h             | keine Zeit               | –                        | –     |
| DNQ  | Nelson Piquet      | Brabham-BMW     | 1:57,779                 | 127,398 km/h             | keine Zeit               | –                        | –     |
| DNQ  | Jan Lammers        | Theodore-Ford   | keine Zeit               | –                        | keine Zeit               | –                        | –     |

### Rennen
| Pos. | Fahrer             | Konstrukteur    | Runden | Stopps | Zeit        | Start | Schnellste Runde |
| ---- | ------------------ | --------------- | ------ | ------ | ----------- | ----- | ---------------- |
| 01   | John Watson        | McLaren-Ford    | 62     | 0      | 1:58:41,043 | 17    | 1:51,250         |
| 02   | Eddie Cheever      | Ligier-Matra    | 62     | 0      | + 15,726    | 09    | 1:52,053         |
| 03   | Didier Pironi      | Ferrari         | 62     | 0      | + 28,077    | 04    | 1:52,864         |
| 04   | Keke Rosberg       | Williams-Ford   | 62     | 0      | + 1:11,976  | 03    | 1:53,198         |
| 05   | Derek Daly         | Williams-Ford   | 62     | 0      | + 1:23,757  | 12    | 1:53,258         |
| 06   | Jacques Laffite    | Ligier-Matra    | 61     | 0      | + 1 Runde   | 13    | 1:53,274         |
| 07   | Jochen Mass        | March-Ford      | 61     | 0      | + 1 Runde   | 18    | 1:55,250         |
| 08   | Marc Surer         | Arrows-Ford     | 61     | 0      | + 1 Runde   | 19    | 1:55,284         |
| 09   | Brian Henton       | Tyrrell-Ford    | 60     | 1      | + 2 Runden  | 20    | 1:54,516         |
| 10   | René Arnoux        | Renault         | 59     | 1      | + 3 Runden  | 15    | 1:52,044         |
| 11   | Chico Serra        | Fittipaldi-Ford | 59     | 0      | + 3 Runden  | 26    | 1:56,652         |
| –    | Alain Prost        | Renault         | 54     | 1      | NC          | 01    | 1:50,438 (45.)   |
| –    | Nigel Mansell      | Lotus-Ford      | 44     | 0      | DNF         | 07    | 1:54,242         |
| –    | Niki Lauda         | McLaren-Ford    | 40     | 0      | DNF         | 10    | 1:51,888         |
| –    | Michele Alboreto   | Tyrrell-Ford    | 40     | 1      | DNF         | 16    | 1:53,634         |
| –    | Bruno Giacomelli   | Alfa Romeo      | 30     | 0      | DNF         | 06    | 1:52,822         |
| –    | Elio de Angelis    | Lotus-Ford      | 18     | 0      | DNF         | 08    | 1:55,025         |
| –    | Eliseo Salazar     | ATS-Ford        | 14     | 0      | DNF         | 25    | 1:55,628         |
| –    | Roberto Guerrero   | Ensign-Ford     | 6      | 0      | DNF         | 11    | 1:56,942         |
| –    | Riccardo Patrese   | Brabham-Ford    | 6      | 0      | DNF         | 14    | 1:56,158         |
| –    | Jean-Pierre Jarier | Osella-Ford     | 3      | 0      | DNF         | 22    | 2:07,040         |
| –    | Andrea de Cesaris  | Alfa Romeo      | 2      | 0      | DNF         | 02    | 1:59,087         |
| –    | Manfred Winkelhock | ATS-Ford        | 1      | 0      | DNF         | 05    | 2:09,035         |
| –    | Raul Boesel        | March-Ford      | 0      | 0      | DNF         | 21    | –                |
| –    | Mauro Baldi        | Arrows-Ford     | 0      | 0      | DNF         | 24    | –                |
| DNS  | Riccardo Paletti   | Osella-Ford     | –      | –      | –           | 23    | –                |

## WM-Stände nach dem Rennen
Die ersten sechs des Rennens bekamen 9, 6, 4, 3, 2 bzw. 1 Punkt(e). In der Fahrerwertung wurden die besten elf Resultate, in der Konstrukteurswertung alle Resultate gewertet.

### Fahrerwertung
| Pos. | Fahrer              | Konstrukteur                  | Punkte |
| ---- | ------------------- | ----------------------------- | ------ |
| 01   | John Watson         | McLaren-Ford                  | 26     |
| 02   | Didier Pironi       | Ferrari                       | 20     |
| 03   | Alain Prost         | Renault                       | 18     |
| 04   | Keke Rosberg        | Williams-Ford                 | 17     |
| 05   | Riccardo Patrese    | Brabham-Ford / Brabham-BMW    | 13     |
| 06   | Niki Lauda          | McLaren-Ford                  | 12     |
| 07   | Eddie Cheever       | Ligier-Matra                  | 10     |
| 08   | Michele Alboreto    | Tyrrell-Ford                  | 10     |
| 09   | Nigel Mansell       | Lotus-Ford                    | 7      |
| 10   | Elio de Angelis     | Lotus-Ford                    | 7      |
| 11   | Carlos Reutemann    | Williams-Ford                 | 6      |
| 12   | Gilles Villeneuve † | Ferrari                       | 6      |
| 13   | René Arnoux         | Renault                       | 4      |
| 14   | Andrea de Cesaris   | Alfa Romeo                    | 4      |
| 15   | Jean-Pierre Jarier  | Osella-Ford                   | 3      |
| 16   | Derek Daly          | Theodore-Ford / Williams-Ford | 3      |
| 17   | Nelson Piquet       | Brabham-Ford / Brabham-BMW    | 2      |

| Pos. | Fahrer             | Konstrukteur               | Punkte |
| ---- | ------------------ | -------------------------- | ------ |
| 18   | Eliseo Salazar     | ATS-Ford                   | 2      |
| 19   | Manfred Winkelhock | ATS-Ford                   | 2      |
| 20   | Chico Serra        | Fittipaldi-Ford            | 1      |
| 21   | Jacques Laffite    | Ligier-Matra               | 1      |
| 22   | Slim Borgudd       | Tyrrell-Ford               | 0      |
| 23   | Marc Surer         | Arrows-Ford                | 0      |
| 24   | Jochen Mass        | March-Ford                 | 0      |
| 25   | Raul Boesel        | March-Ford                 | 0      |
| 26   | Brian Henton       | Arrows-Ford / Tyrrell-Ford | 0      |
| 27   | Mauro Baldi        | Arrows-Ford                | 0      |
| 28   | Bruno Giacomelli   | Alfa Romeo                 | 0      |
| –    | Derek Warwick      | Toleman-Hart               | 0      |
| –    | Roberto Guerrero   | Ensign-Ford                | 0      |
| –    | Mario Andretti     | Williams-Ford              | 0      |
| –    | Teo Fabi           | Toleman-Hart               | 0      |
| –    | Riccardo Paletti   | Osella-Ford                | 0      |

### Konstrukteurswertung
| Pos. | Konstrukteur  | Punkte |
| ---- | ------------- | ------ |
| 01   | McLaren-Ford  | 38     |
| 02   | Ferrari       | 26     |
| 03   | Williams-Ford | 26     |
| 04   | Renault       | 22     |
| 05   | Lotus-Ford    | 14     |
| 06   | Brabham-Ford  | 13     |
| 07   | Ligier-Matra  | 11     |
| 08   | Tyrrell-Ford  | 10     |
| 09   | Alfa Romeo    | 4      |

| Pos. | Konstrukteur    | Punkte |
| ---- | --------------- | ------ |
| 10   | ATS-Ford        | 4      |
| 11   | Osella-Ford     | 3      |
| 12   | Brabham-BMW     | 2      |
| 13   | Fittipaldi-Ford | 1      |
| 14   | Arrows-Ford     | 0      |
| 15   | March-Ford      | 0      |
| 16   | Theodore-Ford   | 0      |
| –    | Toleman-Hart    | 0      |
| –    | Ensign-Ford     | 0      |